# Octafonic
Octafonic fue una banda de rock nacida en la ciudad de Buenos Aires en 2013. Ellos se consideran un octeto integrado por músicos de la escena del jazz y el rock. A pesar de ser un grupo de habla española, cantan exclusivamente en inglés.

## Historia
La banda nace luego de un viaje de Nicolás Sorín a la Antártida, donde sufre una parálisis muscular debido al frío. El dolor que le ocasionaba provocó que pasara largas noches sin dormir, donde compuso Monster y algunas otras canciones que formarían parte del álbum debut de la banda. Con ese puñado de temas ya armados Sorín busca músicos para formar Octafonic, algunos que tenían experiencia en el rock y otros que venían del jazz: Ezequiel Chino Piazza (batería), Cirilo Fernández (bajo), Hernán Rupolo (guitarra), Francisco Huici (saxo barítono), Leo Paganini (saxo tenor), Juan Manuel Alfaro (saxo alto), Mariano Bonadio (percusión) y Leo Costa (sintetizadores).
Entre septiembre de 2013 y julio de 2014 graban el disco Monster en MCL Records que es editado poco después. Los cortes de difusión elegidos para el disco fueron el tema homónimo y Plastic, que contaron con videoclips. En julio de 2015 tocan por primera vez en la provincia de Santa Fe y en octubre en la ciudad de Córdoba. El 20 de septiembre de ese mismo año fueron teloneros de Faith No More cuando se presentaron en el Luna Park. Participaron de festivales como el Festival Ciudad Emergente (2015), el Blackbird Jazz Festival (2015) y el Cosquín Rock (en sus ediciones de 2015, 2016 y 2017). Fueron los ganadores de la 17° entrega de los Premios Gardel 2015, en la categoría Mejor artista nuevo de rock y mejor álbum de rock/pop alternativo.
En junio de 2016 editan su segundo álbum, Mini Buda. El mismo llevó tres meses de preproducción y diez días de grabación en el estudio MCL Records Fue mezclado por Hector Castillo y masterizado en Estados Unidos por Dave McNair. En el disco participan Tito Fuentes de Molotov (en What) y Lula Bertoldi de Eruca Sativa (en Slow Down). El primer corte del disco fue el tema homónimo, Mini Buda.

## Estilo
La banda tiene raíces principalmente del rock y del jazz, aunque también han mencionado a la música clásica, la música electrónica y el punk como grandes influencias para ellos. Algunas de las bandas que los influenciaron son NOFX, Green Day, Metallica, Pantera, Radiohead, Tool y Frank Zappa. También se los ha relacionado con The Beatles, Nine Inch Nails, Faith No More y Herbie Hancock.

## Miembros
- Francisco Huici, saxo barítono.
- Leo Paganini, saxo tenor
- Hernán Rupolo, guitarra eléctrica
- Nicolás Sorín, voz, sintetizador
- Alan Fritzler, bajo eléctrico
- Mariano Bonadío, drumpad
- Leo Jurel Costa, sintetizadores y teclados
- Ezequiel Piazza, batería

### Antiguos miembros
- Pedro Rossi, guitarra eléctrica
- Cirilo Fernández, bajo eléctrico
- Juan Manuel Alfaro, saxo alto
- Esteban Sehinkman, sintetizador, wurlitzer

## Discografía

### Álbumes de estudio
- Monster (2014)
- Mini Buda (2016)

### Sencillos
- Monster (2014)
- Plastic (2015)
- Mini Buda (2016)
- Sativa (2017)
- Rain (2017)
- Physical (2018)